# HMS Snipe (U20)
Pour les autres navires du même nom, voir HMS Snipe.
Le HMS Snipe est un sloop britannique, de la classe Black Swan modifiée, qui a été livré à la Royal Navy après la fin de la Seconde Guerre mondiale.

## Construction et conception
Le Snipe est commandé le 8 décembre 1942 dans le cadre de programmation de 1940 pour le chantier naval de William Denny and Brothers à Dumbarton (Écosse). Sa pose de la quille est effectuée le 21 septembre 1944, le Snipe est lancé le 20 décembre 1945 et mis en service le 9 septembre 1946.
Les sloops de la classe Black Swan ont fait l'objet de nombreuses modifications au cours du processus de construction, à tel point que la conception a été révisée, les navires ultérieurs (du programme de 1941 et suivants) étant décrits comme la classe Black Swan modifiée. Bien que le Snipe ait été fixé selon la conception originale, elle a été achevée plus tard que certains des navires de classe modifiés, et avec les modifications apportées lors de sa construction, il était impossible de les distinguer des navires modifiés de Black Swan .
La classe Black Swan modifiée était une version élargie et mieux armé pour la lutte anti-sous-marine de la classe Black Swan, elle-même dérivée des sloops antérieurs de la classe Egret. L'armement principal se composait de six canons antiaériens QF 4 pouces Mk XVI dans trois tourelles jumelles, de 6 Canons jumelés de 20 mm Oerlikon Anti-aérien, de 4 canons de 40 mm pom-pom. L'armement anti-sous-marin se composait de lanceurs de charges de profondeur avec 110 charges de profondeur transportées. Il était aussi équipé d'un mortier Hedgehog anti-sous-marin pour lancer en avant ainsi qu'un équipement radar pour le radar d'alerte de surface type 272, et le radar de contrôle de tir type 285,.

## Historique
Mis en service en 1946, le Snipe n'a donc pas connu les combats de la Seconde Guerre mondiale.
Le Snipe a servi au sein de la Royal Navy pour la North America and West Indies Station (en français : Station d'Amérique du Nord et des Antilles) après avoir pris son service en 1946. Le navire est resté sur cette station, à l'exception du retour au Royaume-Uni pour une remise en service jusqu'en 1952, date à laquelle il rejoint une flottille de frégates dans la Home Fleet.
Après avoir assisté au Coronation Review en 1953, il entre dans la Réserve de la flotte à Devonport. Le navire est ensuite transféré à la sous-division de la flotte de réserve de Barry, puis placé sur la liste de destruction pour démolition par J Cashmore à Newport dans le Monmouth. Il arrive en remorque au chantier du démolisseur le 2 août 1960.